# Anna Gasteiger
Anna Gasteiger (* 26. Februar 1877 in Lübeck; † 16. Dezember 1954 in München) war eine deutsche Malerin.

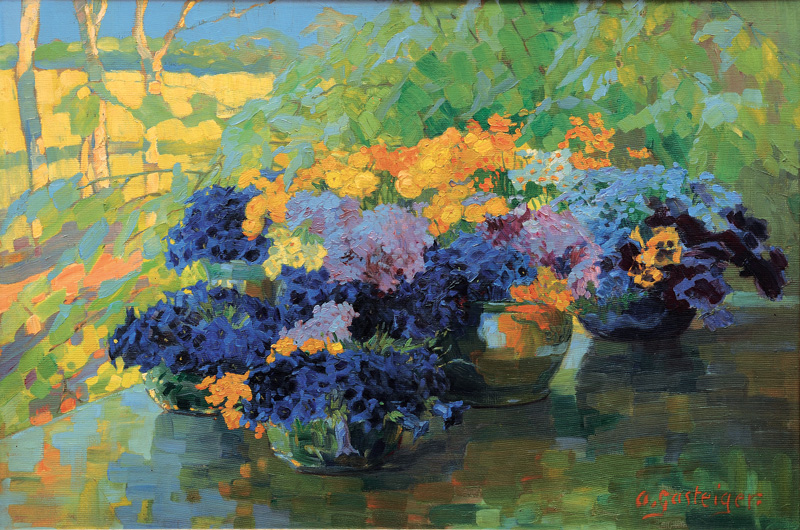
Frühlingsblumen

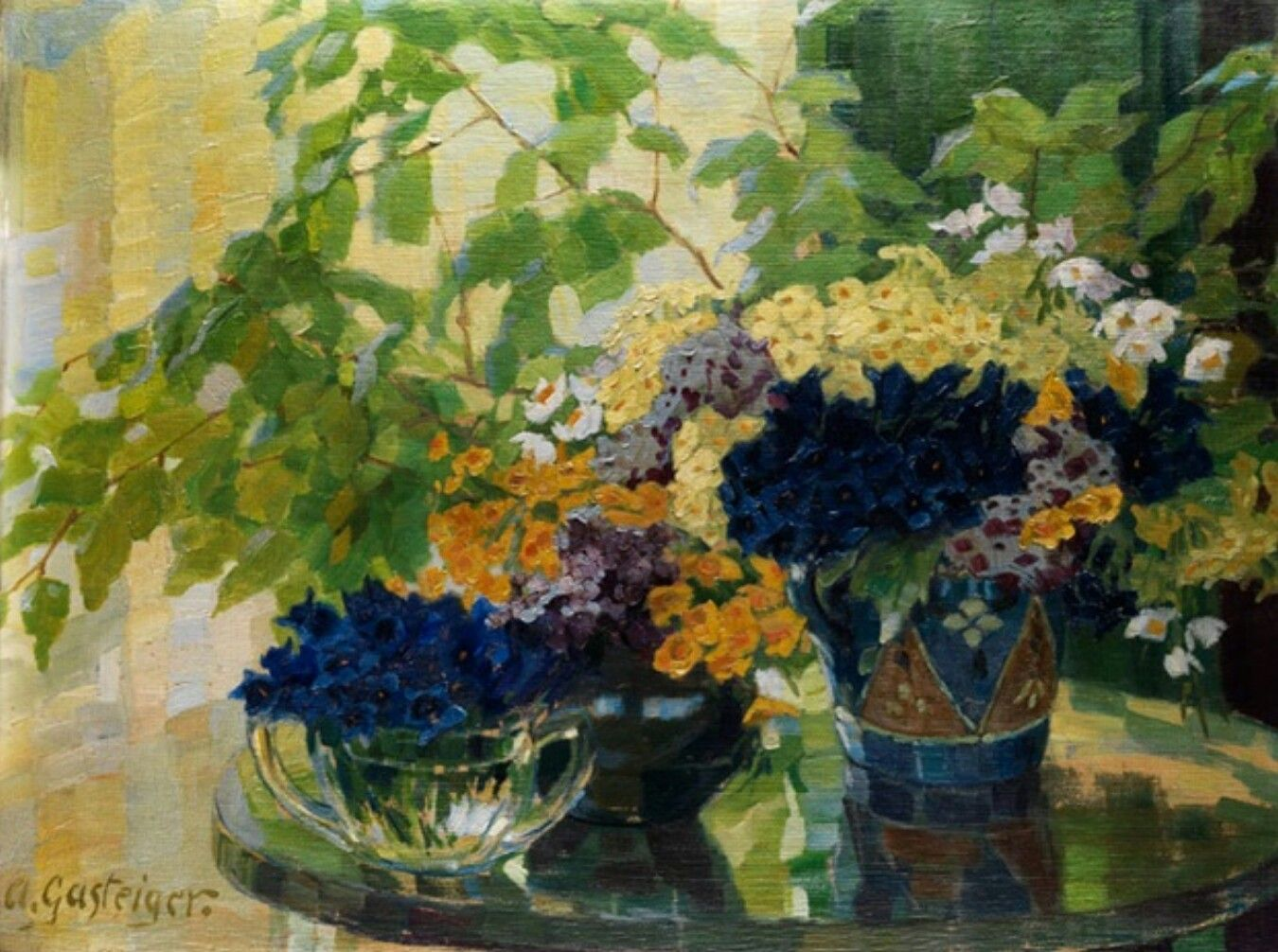
Blumenstillleben mit Primeln und Enzian

## Leben und Wirken
Anna Karolina Sophie Meyer (auch Mayer) war die Tochter eines Architekten und Urenkelin von Joseph Christian Lillie. Schon als junges Mädchen begeisterte sie sich für die niederländischen Maler des 17. Jahrhunderts. 1894 ging Anna Meyer nach München und studierte dort an der Königlichen Akademie der Bildenden Künste. Als Schülerin von Julius Exter lernte sie den Bildhauer Mathias Gasteiger kennen und lieben, der im Schloss Deutenhofen bei Dachau eine Mal- und Bildhauerschule betrieb. Die Künstlerin malte überwiegend im Dachauer Umland, meist in der freien Natur, Landschaften und immer wieder Blumenstillleben.
1902 kaufte das Ehepaar Gasteiger in  Holzhausen am Ammersee ein großes Grundstück und erbaute dort ein Sommerhaus. Bald zogen weitere Künstler an diesen landschaftlich attraktiven Ort und so entstand mit der Zeit eine kleine Künstlerkolonie. In ihrer 1919 erbauten Villa im Münchner Stadtteil Gern veranstaltete das Ehepaar zahlreiche Künstlerfeste.
Die Malerin hatte unter anderem Ausstellungen in Dresden und vor allem in München.
Das ehemalige Atelier des Künstlerhauses Gasteiger in Holzhausen ist heute als kleine Gemäldegalerie mit Werken von Anna Gasteiger eingerichtet.

## Künstlerisches Werk

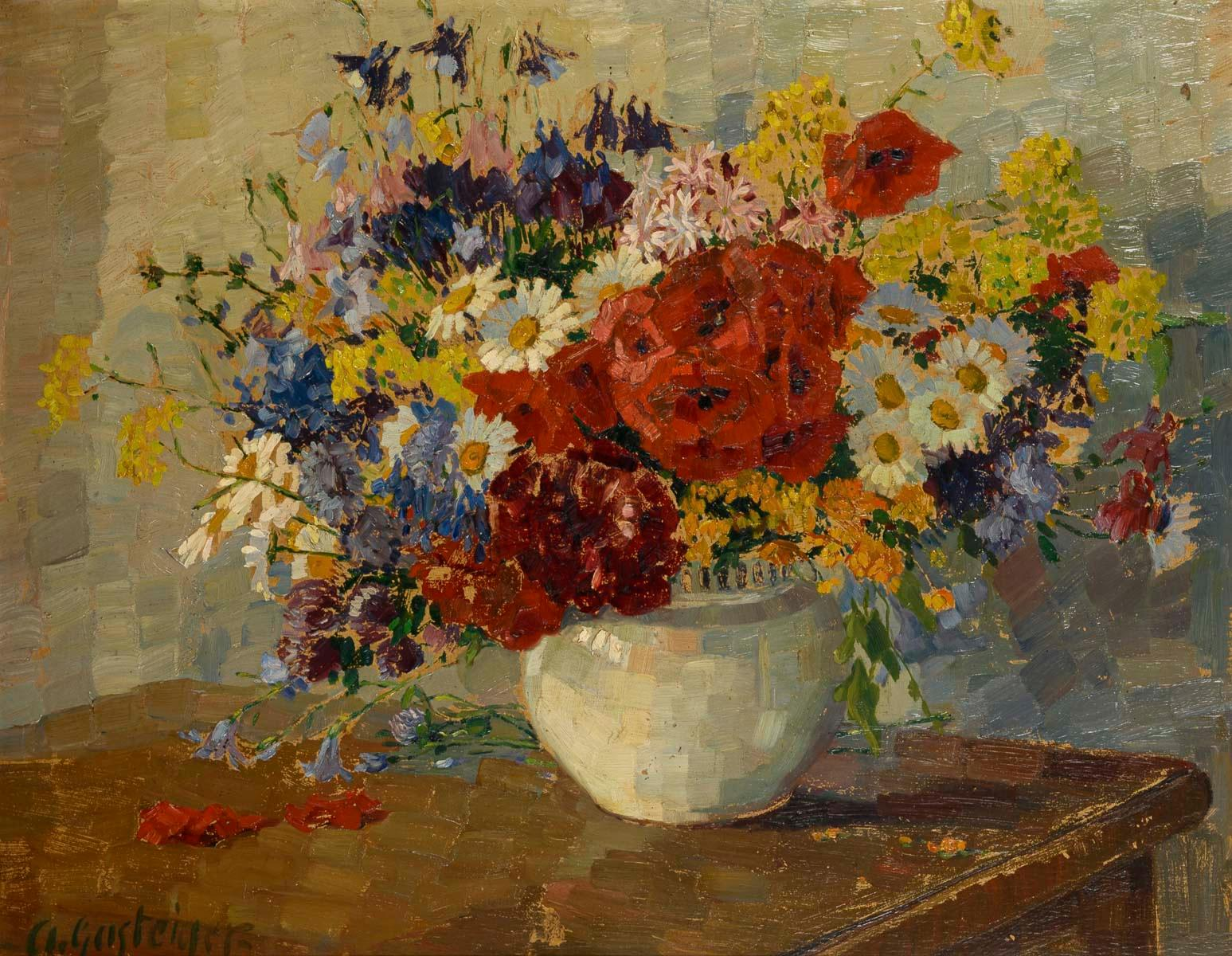
Blumenstillleben

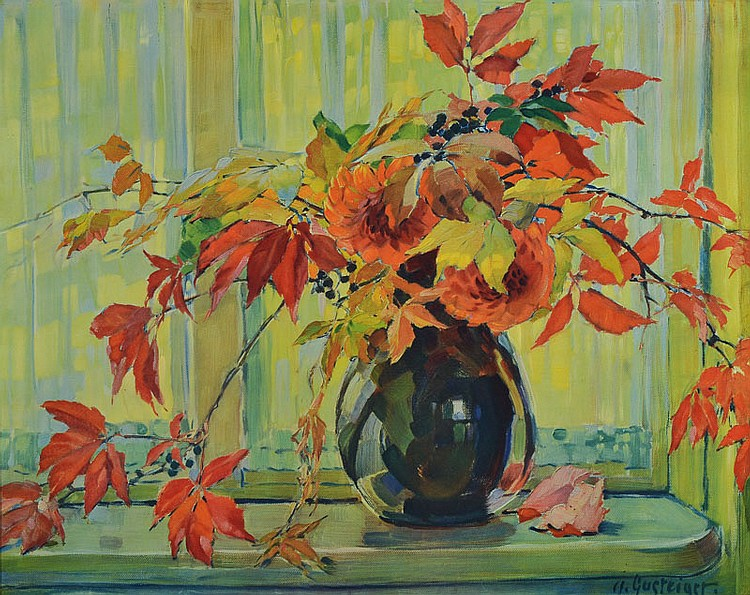
Herbstliches Stillleben

Ihre Bilder wirken durch die Leuchtkraft ihrer Farben; die Pinselführung ist locker und lebendig. Die großen Blumensträuße in Vasen und Gläsern, die 1933 und 1939 als Blumenkalender publiziert wurden, sind meist im Gegenlicht gemalt, auf glattpolierter, glänzender Tischplatte, in der sie sich spiegeln. Bevorzugt malt sie in Öl, wobei der Farbauftrag stets pastos wirkt. Während sich Malweise und Themen im Laufe der Zeit kaum verändert haben, wurde die Komposition in späteren Arbeiten etwas starrer, die Farbstimmung weniger expressiv.

## Werke (Auswahl)
- Stillleben, Öl/Lwd. 30 × 50
- Haus im Blumengarten, Öl/Malpappe 52 × 72,3
- Vase mit Klatschmohn, Öl/Lwd. 60 × 46
- Glockenblumen, Öl/Lwd. 83,5 × 75,5
- Blumenstilleben, Öl/Lwd. 50 × 66
- Blumenstrauß in einer Vase, Öl/Lwd. 41 × 50
- Rote Dahlien, Öl/Lwd. 80 × 65
- Roter Mohn und Rittersporn, Öl/Lwd. 50 × 60,5
- Mohn in Opalvase, Öl/Lwd. 63,8 × 49,5
- Phlox im Spätsommer, Öl/Lwd. 51 × 66
- Feldblumenstrauß im Gegenlicht, Öl/Malpappe 65 × 44,5
- Roter Klatschmohn, Öl/Lwd. 81 × 71